# Мікроліпофрис
Мікроліпофрис (Microlipophrys) — рід морських собачок, що мешкають в Атлантиці і Середземному морі. Містить 7 видів:
- Собачка адріатичний (Microlipophrys adriaticus (Steindachner & Kolombatovic, 1883))
- Microlipophrys bauchotae (Wirtz & Bath 1982)
- Microlipophrys caboverdensis (Wirtz & Bath 1989)
- Microlipophrys canevae (Vinciguerra, 1880)
- Microlipophrys dalmatinus (Steindachner & Kolombatovic, 1883)
- Microlipophrys nigriceps (Vinciguerra 1883)
- Microlipophrys velifer (Norman, 1935)